# 義民が駆ける
『義民が駆ける』（ぎみんがかける）は、天保義民事件に材をとった、藤沢周平の時代小説。1976年から1977年にかけて、中央公論社の雑誌『歴史と人物』に連載された。

## あらすじ
江戸時代後期、財政難に苦しむ川越藩藩主松平斉典は、徳川家斉の二十四番目の男子斉省を養子に迎えていることから、その生母おいとの方に働きかけ、幕府首脳に多額の賄賂をばら撒いた上で、川越よりもはるかに経済状況の良い荘内への国替えを画策した。庄内藩はよく耕された肥沃な田地を持ち、良質の米を産して富裕な藩と見なされていた。
荘内藩を長岡に、長岡藩を川越に、川越藩を荘内に移す三方領地替えという形で突如幕府から国替を命じられた荘内藩は、藩主酒井忠器、世子忠発、その他藩首脳、商人本間光暉、佐藤藤佐らがそれぞれの立場から善後策を練る。また、荘内藩農民たちは江戸に上り諸大名や幕府役人に直訴を試みる。
将軍家斉はおいとの方から川越の庄内移封の望みを聞かされ、老中首座水野忠邦に命じた。忠邦は「国替えは一藩の大事、本来相当の理由がなくてはなりませぬ。ここからして、このたびの川越、庄内の1件、じかに交替を命じてはちと思惑が露骨に過ぎ、思わぬ世上の噂を醸し出すことにもなりかねませぬ。かかる場合は、間に一藩を差しはさみ、かつはしかるべき理由を符し、当方の意図を韜晦にみちびくことが上策とされましょう。三方国替えは従来例のあることでございます。」と家斉を誘導し、川越・庄内の間に長岡を差し込み、三藩の国替えを仕組んだ。

## 登場人物

### 荘内藩首脳
- 酒井忠器（出羽国荘内藩主）
- 酒井忠発（荘内藩世子）
- 松平甚三郎（家老）
- 酒井奥之助（家老）
- 水野内蔵助（家老）
- 白井矢太夫（執政）
- 酒井右京（中老）
- 竹内右膳（中老）
- 松平舎人（中老）
- 矢口弥兵衛（江戸留守居役）
- 大山庄太夫（江戸留守居役）
- 都築十蔵（小姓頭）
- 相良文右衛門（郡奉行）

### 荘内藩の家臣領民商人
- 本間光暉（荘内藩御用商人。国替えにあたり多額の献金を要請される）
- 佐藤藤佐（荘内出身の商人）
- 本閒辰之助（京田通西鄕組書役）
- 文隣和尚（玉龍寺住職）

### 川越藩関係者
- 松平斉典（武蔵国川越藩主）
- 加賀屋万平（庄内藩の領民だが、川越藩に通じている）

### 将軍家、御三家、御三卿
- 徳川家斉（大御所。11代将軍）
- 徳川家慶（12代将軍）
- 徳川斉昭（常陸水戸藩主）
- 田安斉匡（御三卿。忠発の正室の父）

### 諸大名
- 藤堂和泉守（伊勢津藩主。外様大名筆頭。国替え反対の伺書を幕閣に提出する）
- 伊達陸奥守（陸奥仙台藩主。荘内の隣国として国替に反対する）
- 松平越後守（美作津山藩主。かつて荘内に国替を望んだが却下されており、川越藩に国替許可が下りたことに不快感を隠さなかった）

### 幕府首脳
- 井伊直亮（大老。近江国彦根藩主）
- 水野忠邦（老中首座。遠江国浜松藩主）
- 太田資始（老中次席。水野忠邦とは折り合いが悪い。のち忠邦により老中から放逐される。遠江国掛川藩主）
- 土井利位（老中。下総国古河藩主）
- 脇坂安董（老中。播磨国龍野藩主。在職中死去）
- 堀田正篤（老中。下総国佐倉藩主）
- 真田幸貫（老中。信濃国松代藩主）
- 中野碩翁（隠居。元幕府新番頭格。家斉の元側近だが隠居後も幕政に隠然たる影響力を持つ）
- 遠山景元（旗本。北町奉行）
- 矢部定謙（旗本。南町奉行）
- 水野忠篤（御側御用取次。家斉死去後に失脚）
- 鳥居耀蔵（目付。忠邦の腹心）

## 刊行

### 中央公論新社
- 藤沢周平『義民が駆ける』中央公論新社、1976年9月10日。
- 藤沢周平『義民が駆ける』中央公論新社〈中公文庫〉、1980年3月10日。ISBN 978-4-12-200714-7。
- 藤沢周平『義民が駆ける』（改版）中央公論新社〈中公文庫〉、1995年6月18日。ISBN 978-4-12-202337-6。
- 藤沢周平『義民が駆ける』（新装改版）中央公論新社、2006年12月10日。ISBN 978-4-12-003788-7。

### 講談社
- 藤沢周平『義民が駆ける』講談社〈講談社文庫〉、1998年9月14日。ISBN 978-4-06-263931-6。
- 藤沢周平『レジェンド歴史時代小説 義民が駆ける』講談社〈講談社文庫〉、2015年10月15日。ISBN 978-4-06-293221-9。

### 文藝春秋
- 藤沢周平『密謀／義民が駆ける』文藝春秋〈藤沢周平全集 第十七巻〉、1993年1月8日。ISBN 978-4-16-364370-0。